# La Faim (roman)
Pour les articles homonymes, voir La Faim.

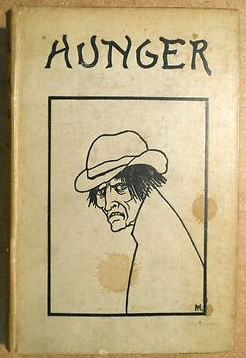
Couverture de W.T. Horton(1898)

Faim (en norvégien Sult) est un roman de l'écrivain norvégien Knut Hamsun, publié dans sa version définitive en 1890, après une parution partielle dans le magazine danois Ny Jord en 1888. Ce roman de la solitude, inspiré de l'expérience de l'auteur avant qu'il ne rencontre le succès, relate à la première personne la vie d'un écrivain qui erre dans les rues de Christiania, tenaillé par la faim qu'il recherche autant qu'il la fuit, et la déchéance physique et mentale qu'il subit en conséquence.
Influencé par la psychologie de Dostoïevski (le narrateur rappelle certains traits de Raskolnikov, l'anti-héros de Crime et Châtiment, mais aussi le personnage principal du Sous-sol) et par le naturalisme de Zola, Hamsun, dans Faim, préfigure également les écrits de Kafka et de la littérature existentialiste du XXe siècle.

## Résumé
À travers quatre parties enchaînant sans respiration des épisodes nombreux, le narrateur anonyme, jeune écrivain affamé, écrit pour des journaux, change de domicile ou dort dans les rues selon les moments, et rencontre de nombreux personnages différents, souvent mystérieux, comme la figure féminine qu'il surnomme Ulayali. 
La déchéance physique et mentale du personnage est complétée par ses fantaisies, ses accès de colère ou de joie inexplicables, ses facéties aux dépens ou aux bénéfices de ses connaissances ou d'inconnus complets, dans un élan parfois proche de l'hallucination ou de la folie. 
Chassé d'un meublé, le narrateur se retrouve une nouvelle fois sans domicile ni ressource quand, sur une impulsion, il décide de s'engager sur un navire en partance, se libérant ainsi de l'errance.

## Traductions en français
Faim a fait l'objet de trois traductions en français : dès 1895, celle par Edmond Bayle ; puis, la plus courante, de Georges Sautreau (1926), préfacée par André Gide. La première traduction intégrale, et la seule à donner son titre exact au roman, est toutefois celle de Régis Boyer en 1994.[réf. nécessaire]
- La Faim, trad. Edmond Bayle, Paris / Leipzig, 1895
- La Faim, trad. Georges Sautreau, Abbeville / Paris, Paillart / Rieder, 1926 (multiples rééditions)
- Faim, trad. Régis Boyer, Paris, PUF, coll. « Quadrige », 1994 ; réédition dans le volume omnibus Romans, Le Livre de Poche, « La Pochothèque », 1999[1]

## Adaptations

### Au théâtre
Une adaptation théâtrale (« action dramatique ») est mise en œuvre par Jean-Louis Barrault en 1939 à partir de la traduction de Georges Sautreau.
Faim, adaptation théâtrale de Florient Azoulay & Xavier Gallais, L'Harmattan, Paris, 2015  (ISBN 978-2-343-07100-8)

### Au cinéma
- De 1960 à 1962, Jean Renoir travailla à une adaptation du roman sous le titre Yladji, avec comme interprète Oskar Werner. Le film ne se fera pas.
- 1966 : La Faim, (Sult), film dano-suédo-norvégien réalisé par Henning Carlsen. Cette adaptation a connu un certain écho international, en particulier grâce au prix d'interprétation masculine décerné à l'acteur principal Per Oscarsson au Festival de Cannes.
- 2001 : Hunger, film américain réalisé par Maria Giese, avec Joseph Culp. Nouvelle adaptation tournée en langue anglaise.
- 2012 : Boy Eating the Bird's Food (Το Αγόρι Τρώει το Φαγητό του Πουλιού), film grec réalisé par Ektoras Lygizos